# 3118 Claytonsmith
3118 Claytonsmith је астероид главног астероидног појаса са пречником од приближно 32,86 .
Афел астероида је на удаљености од 3,224 астрономских јединица (АЈ) од Сунца, а перихел на 2,846 АЈ.
Ексцентрицитет орбите износи 0,062, инклинација (нагиб) орбите у односу на раван еклиптике 13,260 степени, а орбитални период износи 1931,819 дана (5,289 година).
Апсолутна магнитуда астероида је 10,90 а геометријски албедо 0,071.
Астероид је откривен 19. јула 1974. године.